# Spirobranchus giganteus
Espèce
Statut de conservation UICN

 LC  : Préoccupation mineure
Le Spirobranche-arbre de Noël ou ver-arbre de Noël (Spirobranchus giganteus) est une espèce de  vers polychètes tubicoles de la famille des Serpulidae.

## Description

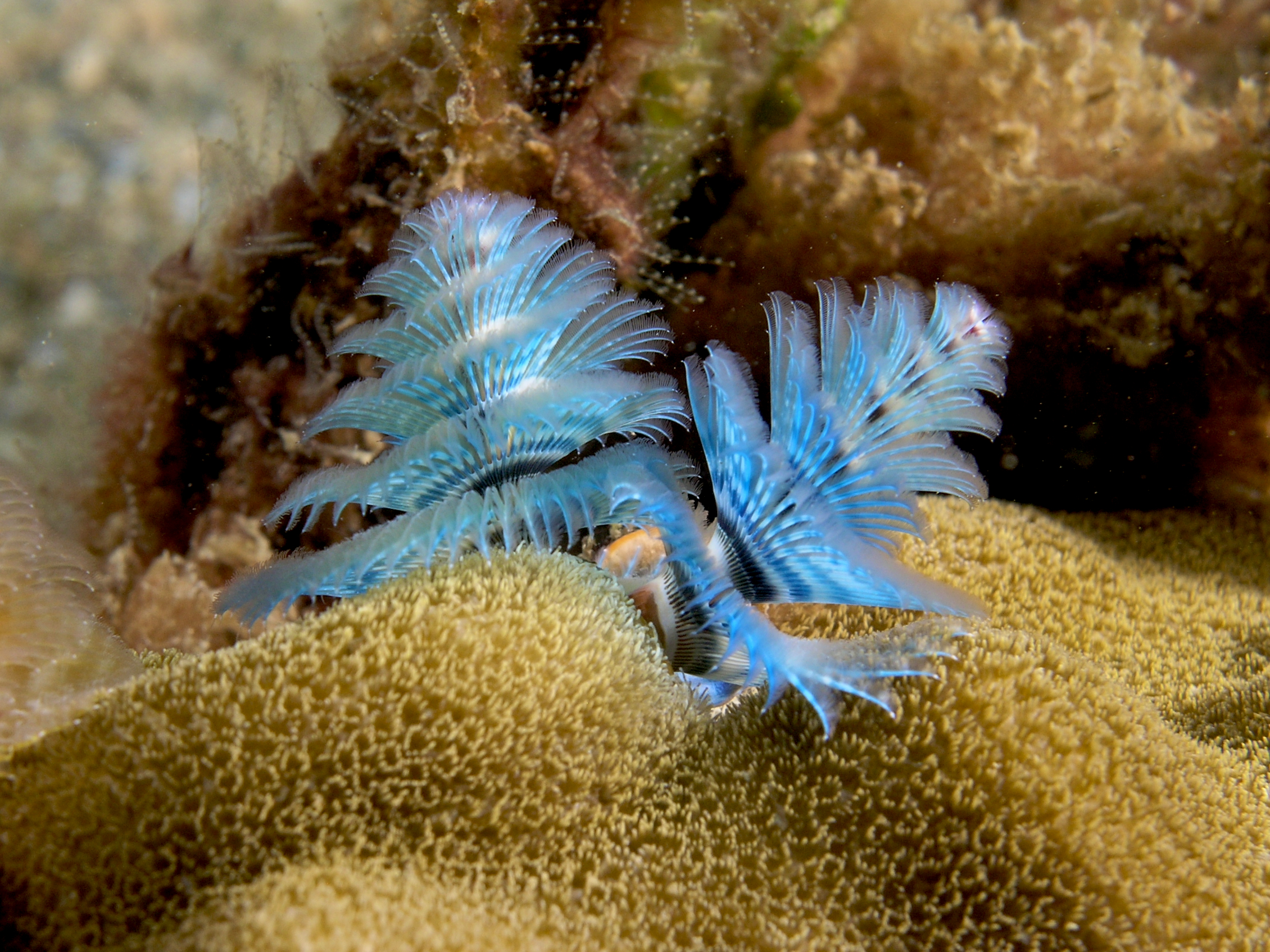

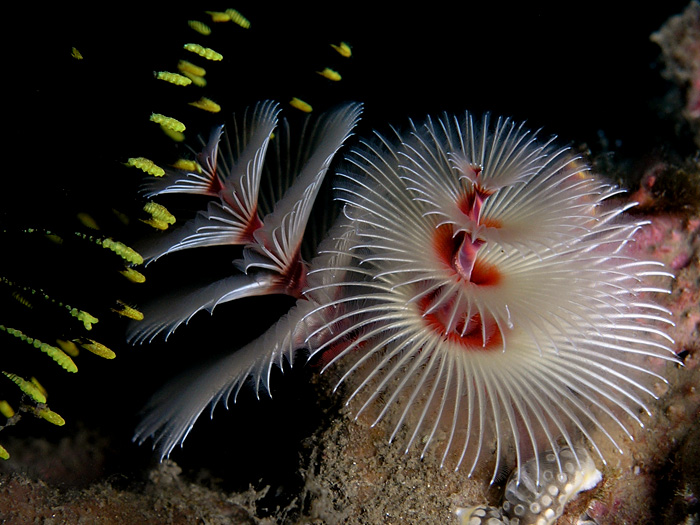

Dénommé « spirobranche-arbre de Noël »,, ce ver marin benthique, inféodé aux eaux peu profondes des zones tropicales, autour des récifs coralliens, se loge dans un tube calcaire, encastré dans le corail dur où il se fixe. Il est doté de deux panaches caractéristiques, spiralés et de forme conique.
Il mesure de 4 à 7 cm.

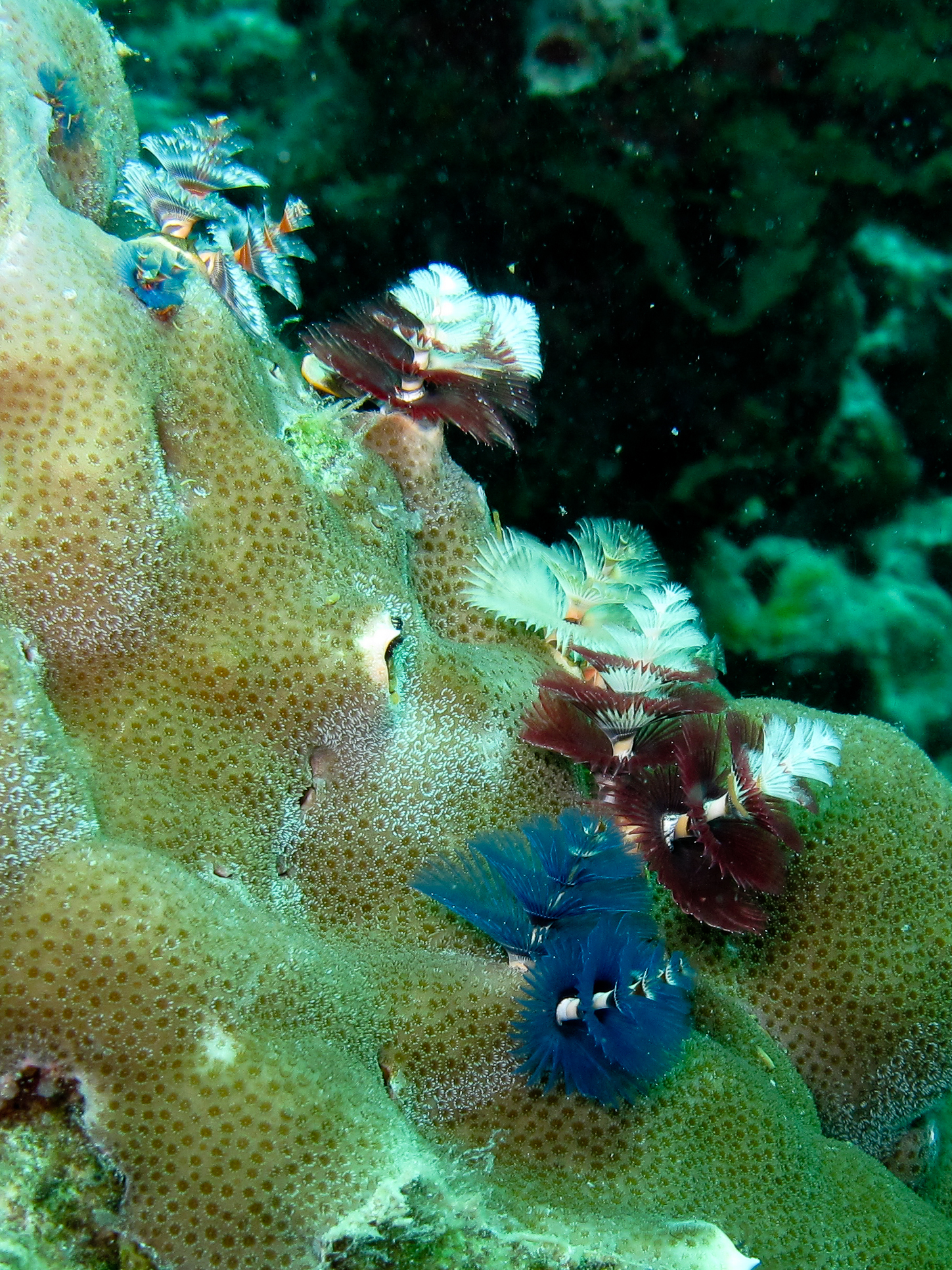
Vers-arbres de Noël rouges, blancs et bleus, parc national de Koh Lanta, Thaïlande

Le ver présente une très grande variété de couleurs : rouge, orange, blanc, bleu, beige, jaune... et peut être aussi bien monochrome que polychrome. Il se nourrit de plancton et de microparticules qu'il attrape grâce à ses deux spirales de tentacules colorés, qu'il peut rétracter dans son tube calcaire s'il est dérangé, ce dernier pouvant être obstrué à l'aide d'un petit opercule. Celui-ci est rond, coloré et se termine par deux petites cornes caractéristiques. Ses larves, trochophores, font partie du zooplancton et dérivent au gré du courant jusqu'à se déposer sur un corail et s'y développer. Le tube calcaire, caché dans l'anfractuosité du corail, est rarement visible, et se termine par une épine acérée sans doute utilisée dans un but défensif.
Il doit son nom d’arbre de Noël à sa forme spiralée caractéristique, mais aussi à ses couleurs très diverses, évoquant un sapin de Noël décoré.

## Symbiose avec les coraux
Ce ver tubicole ne vivant que sur les fondations calcaires de certaines espèces de coraux opère avec ces derniers une symbiose étroite.
L'association entre ver et corail peut prendre différentes formes. Ainsi, à titre d'exemple, dans les Caraïbes, la sous-espèce S. g. corniculatus s'associe dans la majorité des cas avec le corail Diploria strigosa. Plus généralement, S. giganteus se retrouve surtout sur les coraux massifs tels les genres Montipora ou Porites.
Le corail fournit au ver un logement et, en échange, le ver protège avec son panache de branchies : les polypes qu'il recouvre sont mieux protégés des prédateurs, comme l'étoile de mer Acanthaster planci, redoutable consommateur de coraux en Indo-Pacifique. Cette dernière étant dérangée par les mouvements des panaches du ver (qui peuvent l'irriter), elle contourne l'obstacle en évitant les polypes situés autour des tentacules déployés du spirobranche.
De plus, ces mêmes mouvements créent une meilleure circulation de l'eau environnante, apportant plus de plancton et de particules aux polypes du corail, que ces derniers consomment, ce qui équilibre la (très relative) perte d'ensoleillement.
Malgré cela, le ver peut devenir, à la longue, un problème pour le corail : en effet, le spirobranche, en se posant à l'état de larve sur la fondation du cnidaire, crée un tube droit de calcaire où il vivra. L'animal ne perfore pas le corail ; c'est ce dernier qui, en grandissant, recouvre le tube calcaire. En mourant, le ver laisse un tube vide risquant de fragiliser la structure du corail, le rendant plus vulnérable face aux tempêtes tropicales, aux dragages par des chaluts ou à des attaques d'éventuels prédateurs ou parasites.
Le ver-arbre de Noël est l'un des rares vers tubicoles pouvant vivre plusieurs dizaines d'années, au contraire d'autres espèces sessiles de son ordre, et même de sa classe, qui ne vivent que peu de temps. On a estimé que cet animal peut vivre plus de 40 ans. En mourant, il laisse une cavité cylindrique vide et profonde, où de petits animaux peuvent se réfugier. De nombreuses espèces de blennies, par exemple, se cachent dans les cavités laissées par les spirobranches.

## Sous-espèces
Il existe deux sous-espèces : Spirobranchus giganteus giganteus, des Caraïbes, et Spirobranchus giganteus corniculatus, de l'Indo-Pacifique.

## Distribution
Ce ver tubicole vit dans les fonds récifaux de 1 à 40 mètres de profondeur de toutes les mers tropicales du monde.

## Captivité
On le retrouve souvent en aquariophilie marine récifale où il est utilisé comme ornement. Néanmoins, il est très exigeant quant à son mode de vie et ses apports en nourriture planctonique régulière, et sa maintenance en milieu captif est particulièrement difficile.

## Galerie

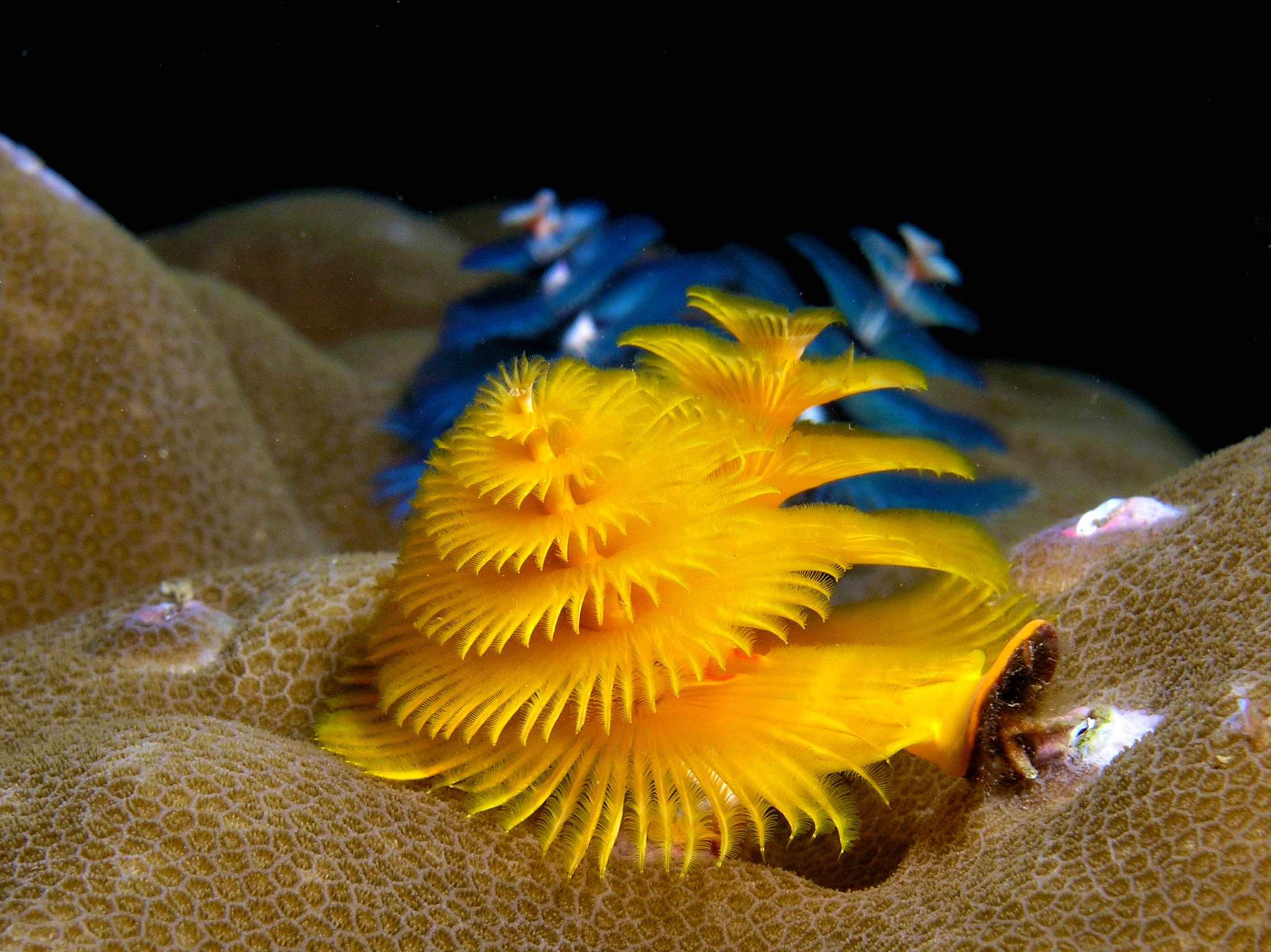
Au Timor.
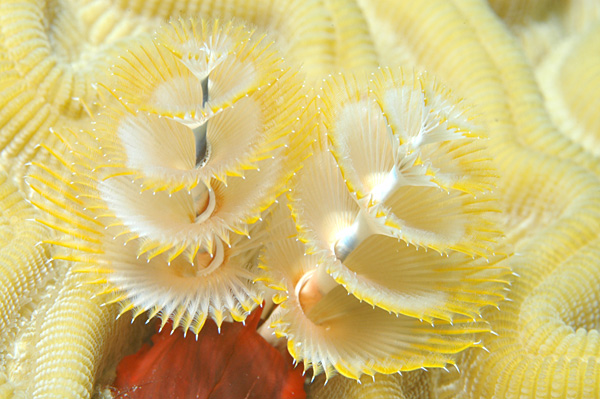
À Bonaire.
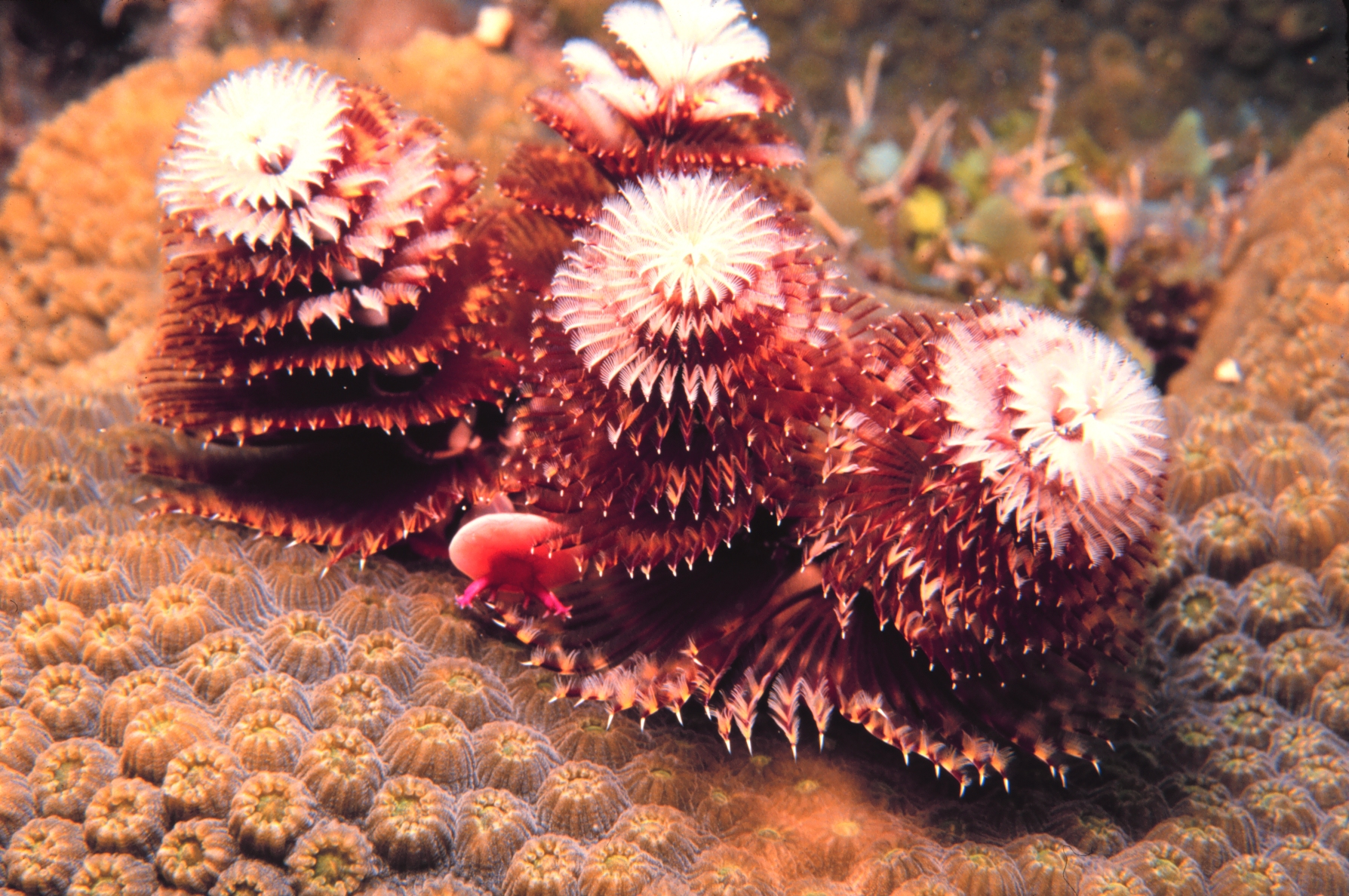
En Floride.
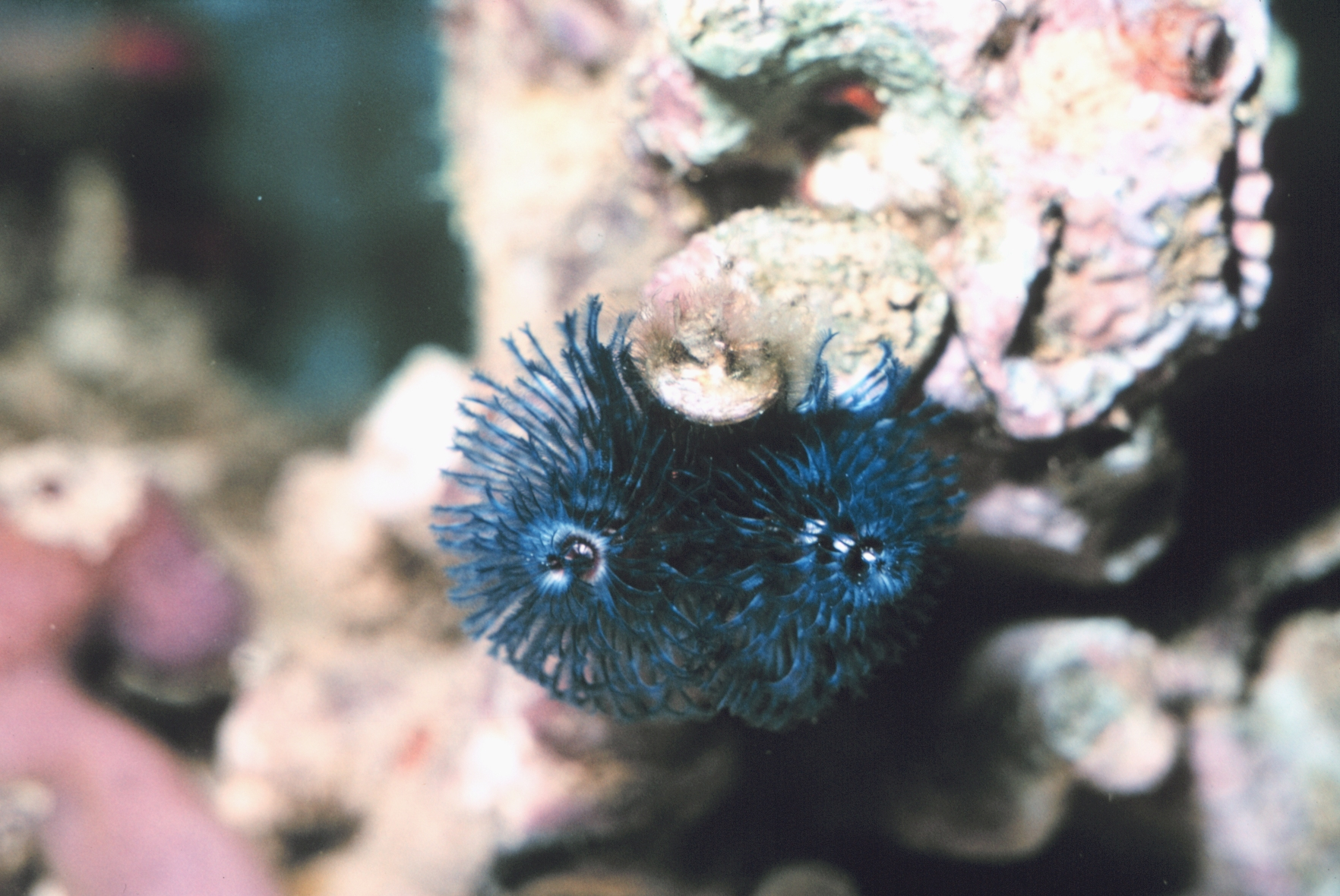
À Hawaii.
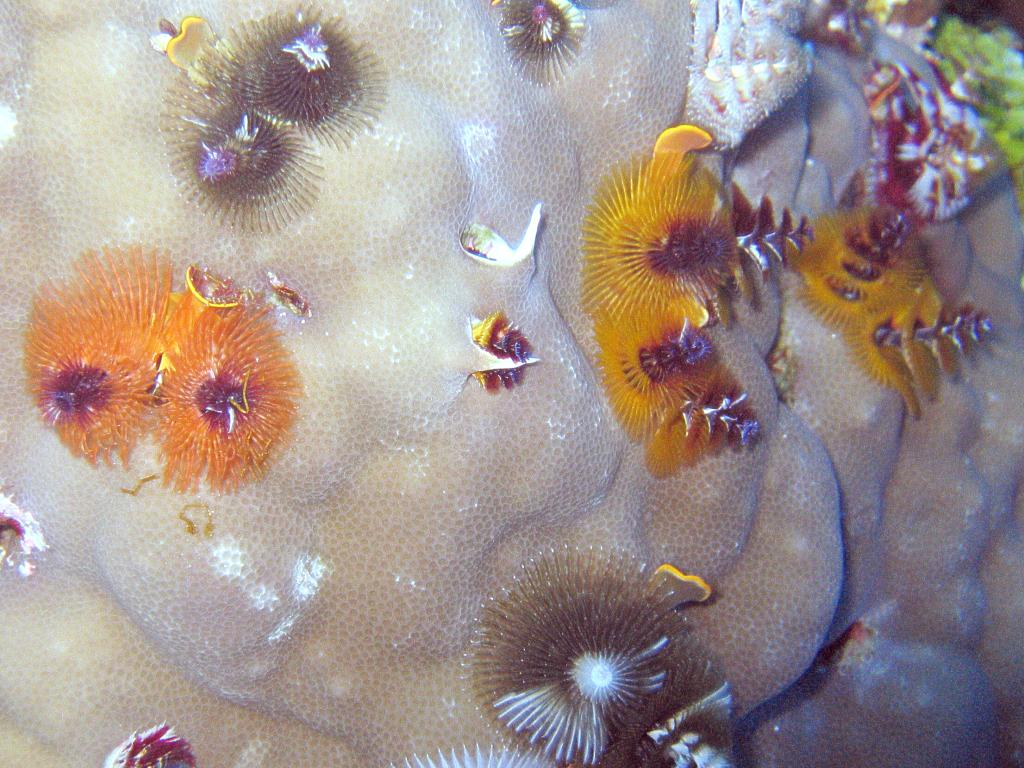
Dans la Grande Barrière de corail (Australie).
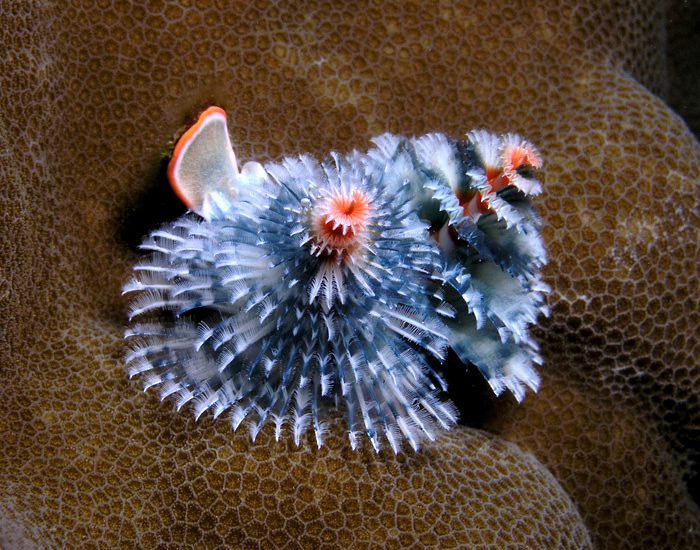
Au Timor oriental.
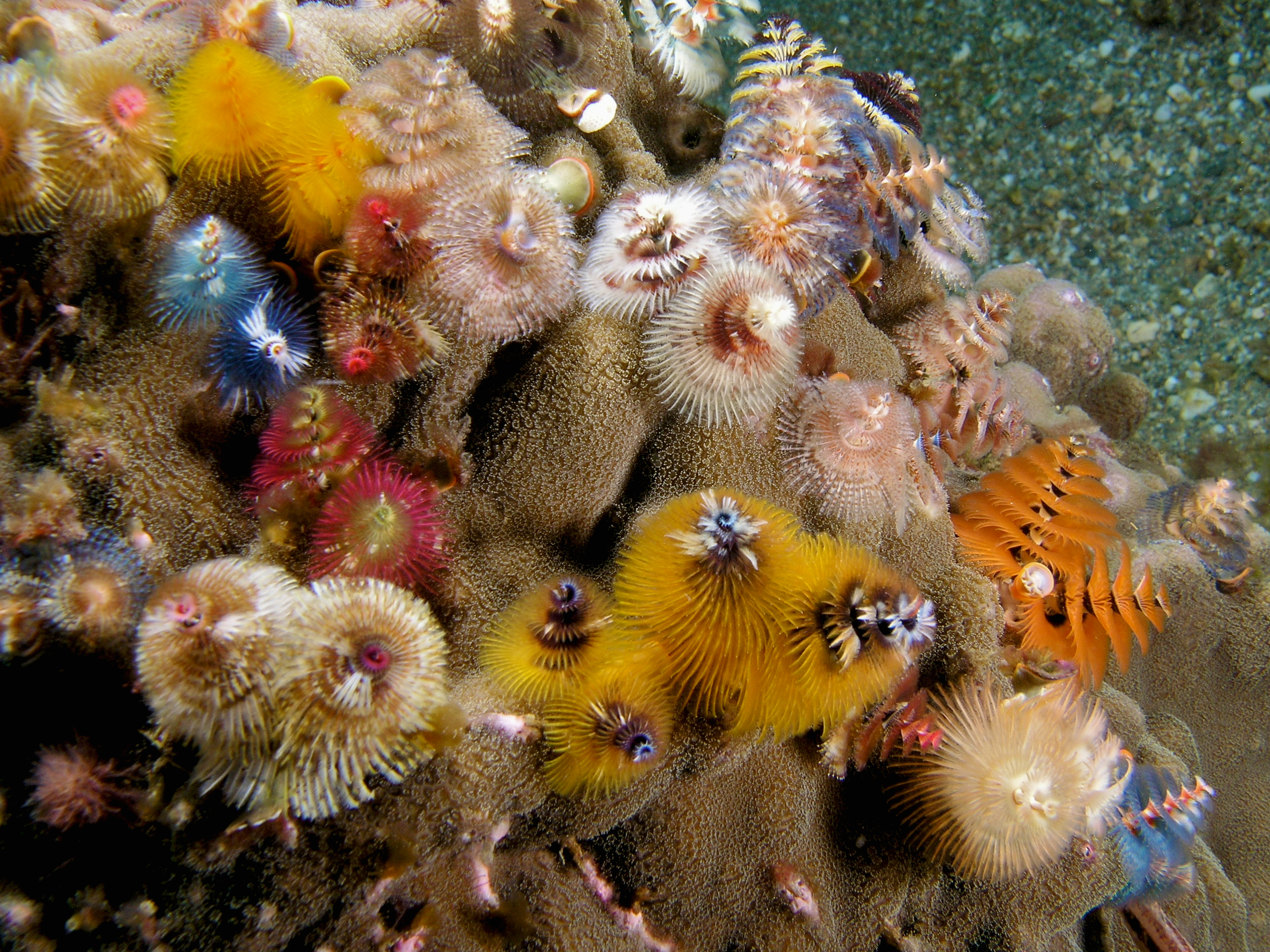
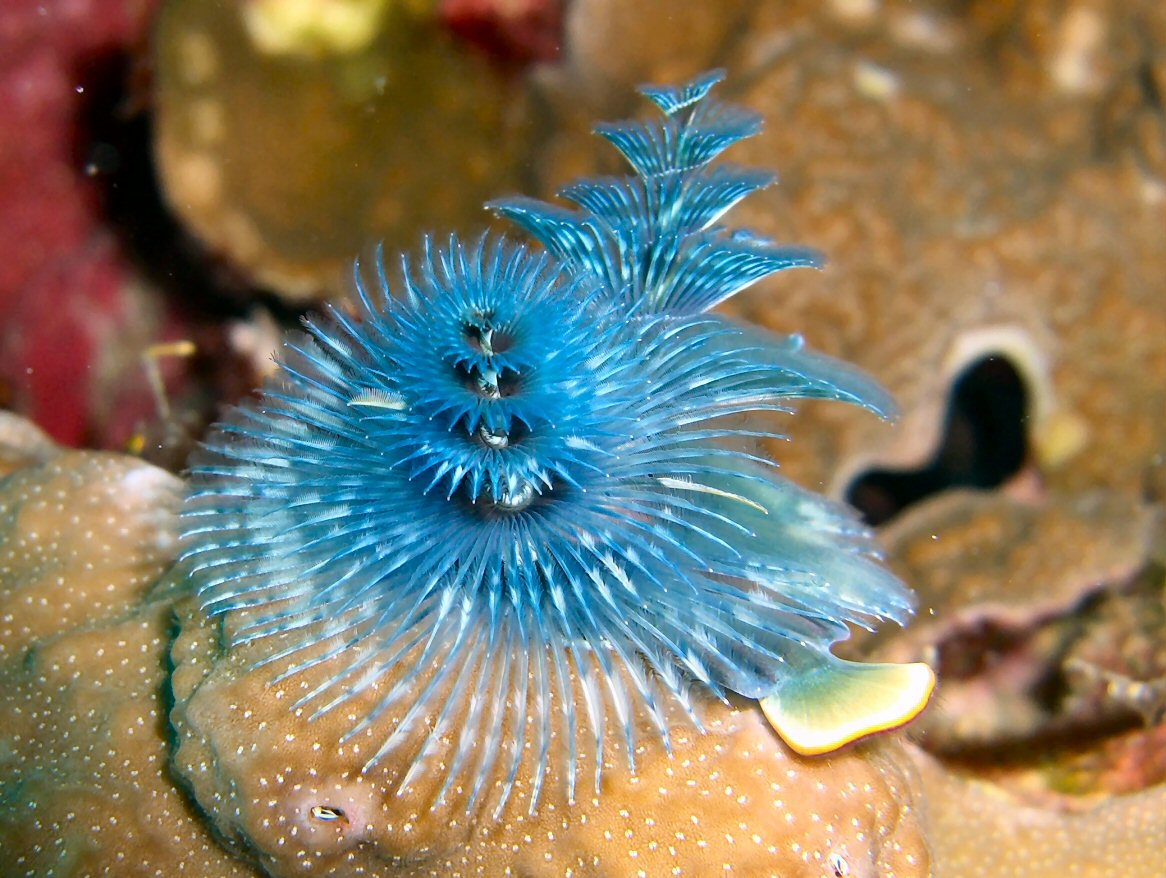
En Thaïlande.